# Aethomys
Aethomys är ett släkte gnagare i familjen råttdjur med omkring 10 arter som lever i Afrika.

## Taxonomi och utbredning
Släktet tillhör enligt Wilson & Reeder (2005) en afrikansk utvecklingslinje inom underfamiljen Murinae och därför räknas Aethomys tillsammans med släktet Micaelamys i den så kallade Aethomys–gruppen. Släktskapet till eurasiska råttdjur som möss (Mus) och råttor (Rattus) är däremot mera avlägset.
Släktet utgörs av nio arter.
- Aethomys bocagei lever i nordvästra Angola och angränsande områden av Kongo.
- Aethomys chrysophilus förekommer från sydvästra Kenya och Moçambique till Angola och Namibia (kanske även i Sydafrika).
- Aethomys hindei hittas från Kamerun till sydvästra Etiopien och Tanzania.
- Aethomys ineptus lever i nordöstra Sydafrika, Swaziland och södra Moçambique.
- Aethomys kaiseri finns från Uganda och Kenya till Malawi och Angola.
- Aethomys namaquensis har sin utbredning i södra Afrika.
- Aethomys nyikae förekommer från Malawi över södra Kongo-Kinshasa och norra Zambia till nordöstra Angola.
- Aethomys silindensis är bara känd från östra Zimbabwe och angränsande delar av Moçambique.
- Aethomys stannarius hittas i Nigeria och norra Kamerun.
- Aethomys thomasi lever i Angola.

## Beskrivning
Arterna liknar vanliga råttor (Rattus) i utseende men har vita fötter och en nästan naken svans. Pälsen på ovansidan varierar mellan rödbrun, grå och gul, undersidan är ljusgrå till vit. De når en kroppslängd mellan 10 och 18 cm och därtill kommer en 12 till 20 cm lång svans. Vikten ligger mellan 63 och 150 gram.
Habitatet utgörs vanligen av gräsmarker som savannen men de hittas även i skogar, buskmarker och klippiga områden. A. nyikae hittades upp till 2 100 meter över havet. De vistas främst på marken och är aktiva på natten.
Dessa gnagare bygger sina bon bland växternas rötter, mellan stenar eller i termitstackar. Födan utgörs av olika växtdelar som frön, rötter och nötter. Det sociala beteende är beroende på art, hos vissa arter är hannarna aggressiva mot varandra och reviret markeras med urin. Honor av de flesta arter kan para sig hela året men oftast föds ungarna under varma årstider. Dräktigheten varar i 21 till 31 dagar och sedan föds beroende på art en till sju ungar. Ungarna dias cirka tre veckor.
De flesta arter betraktas av IUCN som livskraftiga (LC), bara A. silindensis och A. stannarius listas med kunskapsbrist (DD).